# أعزبزاين (كرناية)
أعزبزاين هو دُوَّار يقع بجماعة بني خالد، عمالة وجدة أنكاد، جهة الشرق في المملكة المغربية. ينتمي الدوّار لمشيخة كرناية التي تضم 3 دواوير. يقدر عدد سكانه بـ 361 نسمة حسب الإحصاء الرسمي للسكان والسكنى لسنة 2004.

## روابط خارجية
- البوابة الوطنية للجماعات الترابية
- المندوبية السامية للتخطيط